# Huracán Nicole (2022)
El Huracán Nicole fue un huracán de categoría 1 en el Océano Atlántico en noviembre de 2022. La decimocuarta tormenta con nombre y el octavo y último huracán de la temporada de huracanes del Atlántico de 2022, Nicole se formó como unciclón subtropicalel 7 de noviembre, desde un área no tropical de baja presión cerca del Antillas Mayores, y se transformó en ciclón tropical al día siguiente. Luego, tomando un camino similar al del Huracán Doriantres años antes, en el 2019, Nicole tocó tierra el 9 de noviembre enGran Ábaco y Gran Bahamaen las Bahamas, donde se fortaleció hasta convertirse en un huracán de categoría 1.El 10 de noviembre tocó tierra dos veces en Florida, al sur de Vero Beachy luego al noroeste de Cedar Key, luego de emerger brevemente sobre el Golfo de México. Luego, Nicole se debilitó a una depresión mientras se movía sobre el Panhandle de Florida, y luego fue absorbida por una vaguada de latitud media y un frente frío sobre el extremo este de  Tennessee día siguiente.
Nicole se convirtió en el tercer huracán registrado en noviembre en tocar tierra en Florida, junto con el huracán Yankee de 1935 y el Huracán Kate en 1985.Nicole cruzó la misma región de Florida devastada seis semanas antes por el Huracán Ian, y fue el primer huracán que tocó tierra en la costa este de Florida desde el Huracán Katrina en 2005. A pesar de ser relativamente débil, el gran tamaño de Nicole produjo fuertes lluvias generalizadas y fuertes vientos en las Antillas Mayores, las Bahamas y Florida, cortando la energía e infligiendo daños significativos en muchas áreas. Los días de fuerte flujo de viento en tierra en la costa este de Florida produjeron una severa erosión de la playa, especialmente en Volusi, condados de St. John Flagler. Once muertes indirectas en total se han relacionado con la tormenta, seis en República Dominicana y cinco en Florida y con un daño total de $1 mil millones USD.

## Historia Meteorológica

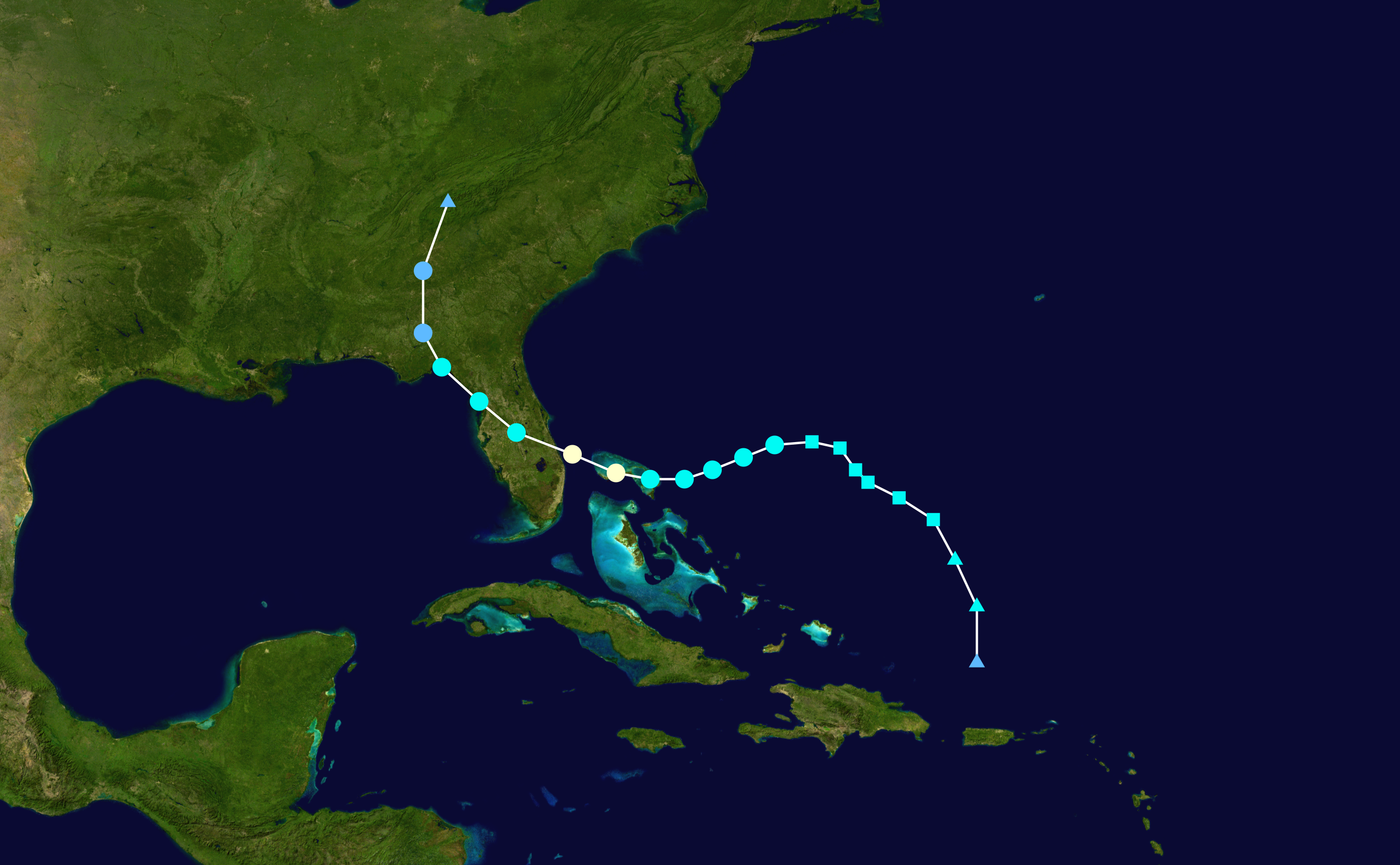
Mapa que traza la trayectoria y la intensidad de la tormenta, según la escala Saffir-Simpson

Una vaguada de nivel medio a alto en los vientos del oeste se desplazó desde los estados del Atlántico medio hacia el Atlántico occidental el 3 de noviembre.A medida que esta perturbación avanzaba hacia el sur el 4 de noviembre, elCentro Nacional de Huracanes(NHC) comenzó a monitorear el norestedel Mar Caribe y Océano Atlántico sur-occidental, donde se esperaba que se desarrollara un gran sistema no tropical de baja presión en unos pocos días.Este sistema luego interactuó con laZona de Convergencia Intertropicalsobre el norte de América del Sur y el 5 de noviembre, se formó una amplia área de baja presión que produjo lluvias y tormentas eléctricas desorganizadas sobre el Mar Caribe al sur de LaEspañolaantes de reformarse al norte dePuerto Rico el día siguiente.Beneficiándose de la entrada de aire tropical húmedo del Mar Caribe ytemperaturas muy cálidas de la superficie del marde 83 °F (28 °C) , la perturbación pronto exhibió algunascaracterísticassubtropicales,y gradualmente se fue organizando mejor a medida que avanzaba hacia el norte-noroeste más cerca de un nivel bajo superior.Esta tendencia continuó hasta el día siguiente, con un centro de circulación suficientemente bien definido en desarrollo, una convección profunda en aumento y una banda de vientos con velocidades que alcanzaban las 45 mph (75 km/h) al este del centro. La organización convectiva siguió aumentando y, a las 06:00 UTC del 7 de noviembre, la perturbación se convirtió en la Tormenta subtropical Nicole mientras se encontraba a unas 470 millas náuticas (870 km) al sur-suroeste de las Bermudas.Después de formarse, Nicole se movió erráticamente hacia el noroeste debido al flujo del sureste en el lado oeste de una cresta de nivel bajo a medio a medida que el centro del nivel bajo se apilaba verticalmente con el bajo del nivel superior.El 8 de noviembre, Nicole hizo un giro brusco a la izquierda hacia el oeste-suroeste debido a un frente frío con un anticiclón de nivel bajo a medio al norte que se movía hacia el Atlántico occidental al norte de Nicole.Durante este tiempo, Nicole se fortaleció a medida que mejoró la convección de su núcleo interno y se contrajo el radio de sus vientos máximos, lo que resultó en la transición del sistema a unciclón tropical a las 18:00 UTC.Aunque el radio de sus vientos máximos se hizo más pequeño, la interacción de Nicole con el anticiclón hizo que su campo de viento de tormenta tropical en el cuadrante norte creciera y para el 10 de noviembre, este campo de viento había crecido a más de 400 millas náuticas (740 km) desde el centro en el cuadrante nororiental.
Temprano el 9 de noviembre, Nicole alcanzó su máxima intensidad inicial con vientos sostenidos de 110 km/h (70 mph) y una presión central mínima de 984 mbar. Luego, el fortalecimiento se detuvo cuando el aire seco de nivel medio a superior ingresó al núcleo de Nicole, interrumpiendo la convección central y debilitando brevemente la tormenta a medida que continuaba moviéndose hacia el oeste-suroeste. Este debilitamiento sería de corta duración, sin embargo, y la convección comenzó a reformarse cerca del centro más tarde ese día y un ojo grande e irregular comenzó a formarse cuando Nicole giró hacia el oeste.A las 17:00 UTC, Nicole tocó tierra enMarsh Harbour,Isla Gran Ábaco, con vientos sostenidos de 110 km/h (70 mph) y una presión central mínima de 985 mbar.Continuando hacia el oeste, la tormenta se fortaleció hasta convertirse en un huracán de categoría 1 mientras tocaba tierra simultáneamente enGran Bahamaa las 23:00 UTC de ese mismo día con vientos sostenidos de 120 km/h (75 mph) y una presión central mínima de 980 mbar.Esta sería la intensidad máxima de Nicole, ya que otra intrusión de aire seco interrumpió nuevamente la convección central de la tormenta y evitó que se fortaleciera más.A las 07:45 UTC del 10 de noviembre, Nicole tocó tierra enVero Beach, Florida, con la misma fuerza.El NHC señaló que los problemas de muestreo llevaron a la incertidumbre sobre la presión mínima y afirmó que podría haber sido menor.También declararon que aunque Nicole tocó tierra como huracán, los vientos con fuerza de huracán estaban en la pared del ojo del noreste y probablemente nunca llegaron a la costa de Florida.
Luego, Nicole se debilitó a una tormenta tropical tierra adentro, mientras giraba hacia el noroeste a través del estado, aunque se mantuvo bien organizada, con vientos con fuerza de tormenta tropical que se extendían 345 millas (555 km) al noreste de su centro.Como resultado, fuertes lluvias cayeron enel centroynorte de Floridayel sureste de Georgia.Más tarde ese día, un poco antes de las 18:00 UTC, Nicole emergió sobre elGolfo de México, cerca deHomosassa, Florida. Luego tocó tierra nuevamente a las 19:00 UTC enCedar Key, en la región de Big Benden Florida, con vientos sostenidos de 75 km/h (45 mph). La tormenta continuó debilitándose a medida que avanzaba hacia el noroeste cerca de la costa antes de tocar tierra por última vez a las 00:00 UTC del 11 de noviembre en la desembocadura delRío Aucilla. Nicole se debilitó a una depresión tropical seis horas más tarde, mientras avanzaba hacia elsuroeste de Georgia.Temprano el 11 de noviembre, Nicole giró hacia el norte y atravesó el oeste de Georgia entre un alto del Atlántico y una vaguada de latitud media y un frente frío que se acercaba desde el oeste.Más tarde ese día, después de girar hacia el noreste y moverse sobre el extremo occidental de Carolina del Norte hacia el este de Tennessee, Nicole degeneró en un mínimo remanente a las 18:00 UTC antes de ser absorbida rápidamente por el sistema de latitudes medias poco después.

## Preparativos

### Bahamas
Tras el desarrollo de Nicole, el Gobierno de las Bahamas emitió una alerta de tormenta tropical a las 09:00 UTC del 7 de noviembre para el noroeste de las islas.Luego, esta se actualizó a una alerta de huracán tres horas más tarde, alrededor de las 12:00 UTC.Luego, en la tarde, a las 21:00 UTC, se emitió una advertencia de huracán para el noroeste de las Bahamas, incluidas lasIslas Ábaco, Islas Berry,Biminiy Gran Bahama.También se emitió un aviso de tormenta tropical parala isla de Andros, Nueva ProvidenciayEleuthera.A partir de las 09:00 UTC del 10 de noviembre, se suspendieron todas las advertencias para el noroeste de las Bahamas.
Se abrieron refugios temporales en varios lugares de Gran Bahama y las Islas Ábaco.Varios cientos de personas se refugiaron en ellos a medida que se acercaba la tormenta.

### Florida
El gobernador de Florida,Ron DeSantis,declaró elestado de emergenciael 7 de noviembre, que abarca 34 condados, incluidosMiami-Dade,BrowardyPalm Beach.El presidenteJoe Biden declaró una emergencia en Florida el 9 de noviembre y ordenó que se brinde asistencia federal a los gobiernos estatales, tribales y locales para aliviar los impactos de la tormenta que se aproximaba.Las alertas de tormenta tropical y huracán, así como las advertencias estaban vigentes para la parte sur de Florida, así como las alertas de marejada ciclónica.
Se cerraron varias escuelas en varios condados,y varios parques temáticosde Florida Central, comoSeaWorld OrlandoyBusch Gardens Tampa Bayanunciaron que estarían cerrados el 10 de noviembre debido a la tormenta. La fecha de inicio del 10 de noviembre del torneo de golfPelican Women's ChampionshipenBelleair(al oeste de Tampa) se pospuso debido al acercamiento de la tormenta.Se cancelóun desfiledel Día de los Veteranos en Jacksonville,al igual que una ceremonia enel condado de Hillsborough.Funcionarios delCentro Espacial Kennedyretrasaron el lanzamiento delArtemis 1dela NASApor dos días, hasta el 16 de noviembre.
Los principales aeropuertos de la región:Palm Beach,Daytona Beach yOrlando, suspendieron sus operaciones mientras pasaba Nicole.Además, los funcionarios locales emitieron órdenes de evacuación obligatorias para los residentes deislas de barrera, áreas bajas y casas móviles.

### Otras partes de Estados Unidos
Se emitieron avisos de marejada ciclónica y tormenta tropical para la costa sur de Georgia.Además, numerosos sistemas escolares en el sur de Georgia cerraron sus escuelas.Se emitieron alertas y avisos de tormenta tropical para la costa de Carolina del Sur.Las advertencias de inundaciones costeras se emitieron con antelación.Se emitieron avisos de tiempo severo y advertencias de inundaciones repentinas para varios condados de Carolina del Norte.

## Impacto

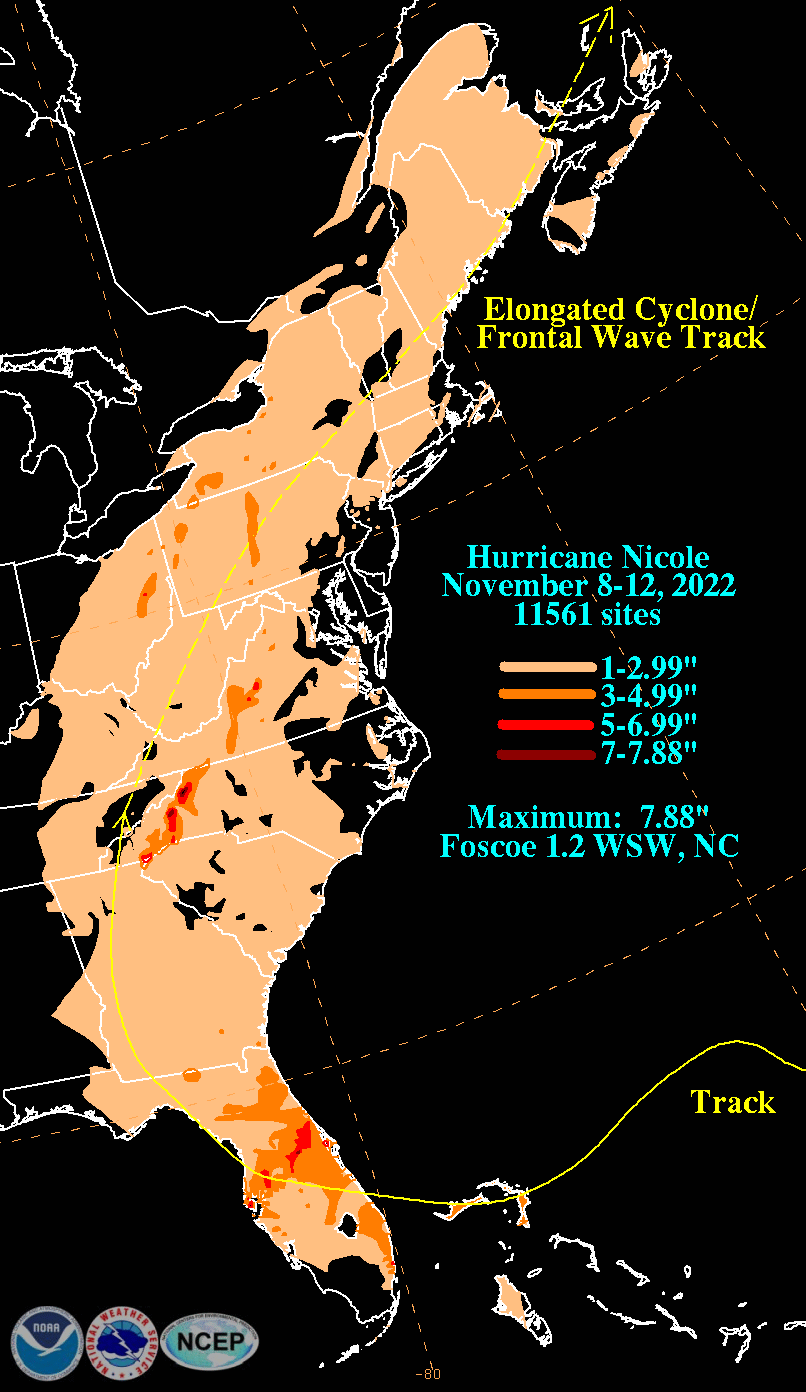
Mapa que muestra los totales de lluvia caídos en Estados Unidos durante el paso de Nicole.

### Antillas Menores
El disturbio precursor de Nicole trajo fuertes lluvias a varias islas de las Antillas Menores, provocando inundaciones y deslizamientos de tierra. Fuertes lluvias afectaron Dominica, Santa Lucía y Guadalupe, que todavía estaban recuperándose del paso delHuracán Fionaa mediados de septiembre. Antigua y Barbuda, San Cristóbal y Nievesy lasIslas Vírgenes Británicastambién observaron fuertes lluvias.No se informaron daños importantes por tormentas ni pérdidas de vidas.

### Puerto Rico
Lluvias torrenciales de 4 a 8 pulgadas (100 a 200 mm) cayeron sobre Puerto Rico entre el4 y el 6 de noviembre.

### República Dominicana
Se reportaron totales de lluvia similares a los de Puerto Rico en laRepública Dominicana.Algunos lugares alrededor de la capital,Santo Domingo, recibieron hasta 9,1 pulgadas (232 mm).Además, varios cientos de viviendas sufrieron daños y el sector agrícola del país se vio afectado negativamente. Al menos seis personas murieron indirectamente por la tormenta.

### Bahamas
Las inundaciones y las marejadas ciclónicas inundaron Gran Bahama, Gran Ábaco y Nueva Providencia, entre otras islas.Además, se informaron árboles caídos y cortes de energía en el noroeste de las Bahamas. Se informó de una marejada ciclónica de casi 4 pies (1,2 m) cerca deTreasure Cayen Gran Ábaco.Las olas relacionadas con el oleaje inundaron algunas partes deNassau, en Nueva Providencia.No hubo informes de lesiones graves o muertes como resultado de la tormenta en las Bahamas.

### Estados Unidos

Animación Satelital del Huracán Nicole tocando tierra en Florida como un huracán categoría 1.

#### Florida
Nicole provocó importantes inundaciones por marejadas ciclónicas en la costa este de Florida.Casi 50 condominios costeros, casas unifamiliares y hoteles en elcondado de Volusia, previamente dañados porel Huracán Ianseis semanas antes, se derrumbaron o estuvieron en peligro de derrumbarse debido a la severa erosión de la playacausada por las dos tormentas.Además, enel condado de San Juan, el océano embravecido dañó una sección de 6 a 7 millas de largo (9,7 a 11,3 km) de la carretera estatalA1Ae inundó partes deSan Agustín.También se produjeron daños significativos en la A1A en el vecino Condado de Flagler.Una estimación inicial del costo de los daños a la propiedad en los condados de Volusia y Flagler combinados supera los $500 millones.En la mañana del 10 de noviembre, el nivel del agua del océano enJacksonville estaba 3,58 pies (1,09 m)por encima de la marea alta, superando el récord de 3,21 pies (0,98 m) establecido porel Huracán Matthewen 2016. Se produjo una importante marejada ciclónica de 1 a 2 pies (0,61 m) en la costa occidental de Florida, lo que provocó impactos menores.
Se registraron ráfagas de viento con fuerza de huracán o cerca de ella en varias estaciones meteorológicas cuando Nicole llegó a tierra, incluidas 75 mph (121 km/h) en Port St.Johny 72 mph (116 km / h) enMelbourne;tierra adentro, se registró una ráfaga de viento de 66 mph (106 km/h) en Orlando.La ráfaga de viento más alta, 100 mph (160 km/h), se registró en la parte superior delComplejo de Lanzamiento 39Ben elCentro Espacial Kennedy donde Artemis 1 estaba en la plataforma.El cohete sufrió daños menores, pero la NASAautorizó su lanzamiento después de las reparaciones, y se lanzó con éxito el 16 de noviembre.
Gran parte de Florida experimentó fuertes lluvias, ráfagas de viento y cortes de energía mientras Nicole se movía por todo el estado.Más de 300,000 hogares y negocios se quedaron sin electricidad en todo el estado.
Hubo cinco muertes indirectas en Florida como resultado de Nicole.Dos personas murieron después de ser electrocutadas por líneas eléctricas caídas enConway..Dos personas murieron en un accidente en laautopista de peaje de Florida.Otra persona fue encontrada muerta enCocoaen un yate.